# مقاطعة واشنطن (ألاباما)
مقاطعة واشنطن (بالإنجليزية: Washington County, Alabama)‏ هي إحدى مقاطعات ولاية ألاباما في الولايات المتحدة. تأسست سنة 1800، بلغ عدد سكانها 17581 نسمة في عام 2010 حسب إحصاء مكتب تعداد الولايات المتحدة وتصل الكثافة السكانية فيها 6.2 نسمة/كم2.

## وصلات خارجية
- http://www.washingtoncountyal.com/